# Adetus nesiotes
Adetus nesiotes là một loài bọ cánh cứng trong họ Cerambycidae.